# Kanton Seurre
Seurre is een voormalig kanton van het Franse departement Côte-d'Or. Het kanton maakte deel uit van het arrondissement Beaune. Het werd opgeheven bij decreet van 18 februari 2014, met uitwerking op 22 maart 2015. De gemeenten werden opgenomen in het nieuwe kanton Brazey-en-Plaine, met uitzondering van Corberon en Corgengoux, die werden opgenomen in het nieuwe kanton Ladoix-Serrigny.

## Gemeenten
Het kanton Seurre omvatte de volgende gemeenten:
- Auvillars-sur-Saône
- Bagnot
- Bonnencontre
- Bousselange
- Broin
- Chamblanc
- Chivres
- Corberon
- Corgengoux
- Glanon
- Grosbois-lès-Tichey
- Jallanges
- Labergement-lès-Seurre
- Labruyère
- Lanthes
- Lechâtelet
- Montmain
- Pagny-la-Ville
- Pagny-le-Château
- Pouilly-sur-Saône
- Seurre (hoofdplaats)
- Tichey
- Trugny